# Батьково (Ленинградская область)
Батьково — деревня в Бокситогорском городском поселении Бокситогорского района Ленинградской области России.

## Название
Происходит от слова «батька» — отец. По легенде селение получило своё название после того, как сыновья владельца земли Михаил и Павел переселились на свои хутора, названные — Михайловские и Павловские Концы.

## История
Согласно семитопографической карте Новгородской губернии 1847 года деревня называлась Батьков Конец.

БАТЬКОВ-КОНЕЦ — деревня Батькоконецкого общества, прихода села Сенно. 

Крестьянских дворов — 31. Строений — 94, в том числе жилых — 51.

Число жителей по семейным спискам 1879 г.: 62 м. п., 63 ж. п.; по приходским сведениям 1879 г.: 62 м. п., 72 ж. п.

В конце XIX — начале XX века деревня административно относилась к Большедворской волости 3-го земского участка 1-го стана Тихвинского уезда Новгородской губернии.

БАТЬКОВ КОНЕЦ — деревня Батьконецкого общества, дворов — 30, жилых домов — 38, число жителей: 88 м. п., 101 ж. п.

Занятия жителей — земледелие, лесные заработки, пасека. Река Синенка. Часовня. (1910 год)

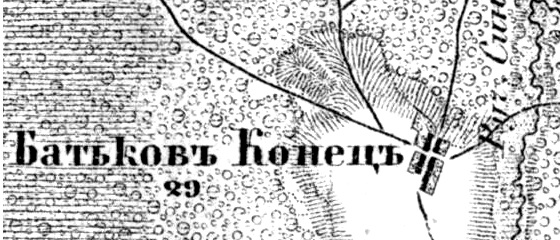
Деревня Батьково на карте 1913 года

Согласно карте Новгородской губернии 1913 года деревня называлась Батьков Конец и насчитывала 29 крестьянских дворов.
С 1917 по 1918 год деревня Батьковские Концы входила в состав Большедворской волости Тихвинского уезда Новгородской губернии.
С 1918 года в составе Череповецкой губернии.
С 1924 года в составе Пригородной волости.
С 1927 года в составе Большедворского сельсовета Тихвинского района.
С 1928 года в составе Сенновского сельсовета.
С 1930 года деревня учитывается областными административными даными как деревня Батьково в составе Сеновского сельсовета Пикалёвского района.
С 1932 года вновь в составе Тихвинского района.Согласно карте Ленинградской области Северо-западного аэрогеодезического треста ГГУ издания 1932 года деревня насчитывала 25 крестьянских дворов.
По данным 1933 года деревня Батьково входила в состав Сенновского сельсовета Тихвинского района.
В 1940 году население деревни составляло 319 человек.
С 1952 года в составе Бокситогорского района.
С 1960 года в составе Борского сельсовета.
С 1963 года вновь в составе Тихвинского района.
С 1965 года вновь в составе Бокситогорского района. В 1965 году население деревни составляло 129 человек.
По данным 1966, 1973 и 1990 годов деревня Батьково также входила в состав Борского сельсовета Бокситогорского района.
В 1997 году в деревне Батьково Борской волости проживали 6 человек, в 2002 году — 9 человек (все русские).
В 2007 году в деревне Батьково Бокситогорского ГП проживали 3 человека, в 2010 году — 1.

## География
Деревня расположена в северо-западной части района на автодороге 41К-039 (Бокситогорск — Батьково) близ места её примыкания к автодороге А114 (Вологда — Новая Ладога).
Расстояние до административного центра поселения — 9 км.
Ближайшая железнодорожная станция — Батьковская, на ведомственной железнодорожной линии Большой Двор — Бокситогорск, колеи 1520 мм.
Деревня находится на левом берегу реки Синёнка.

## Демография
| 1997 | 2002 | 2007 | 2010 | 2017 |
| ---- | ---- | ---- | ---- | ---- |
| 6    | ↗9   | ↘3   | ↘1   | ↗30  |

### Национальный состав
Согласно данным Всероссийской переписи населения 2021 года в деревне проживали 34 человека, из них:
 русские — 27, узбеки — 5, казахи — 2 человека.